# Josef Kriehuber
Josef Kriehuber, född 14 december 1800 i Wien, död 30 maj 1876 i Wien, var en österrikisk litograf och målare. Han gjorde ett stort antal porträtt av adelspersoner, statstjänstemän och konstnärer. Han efterlämnade över 3 000 litografier.

## Biografi

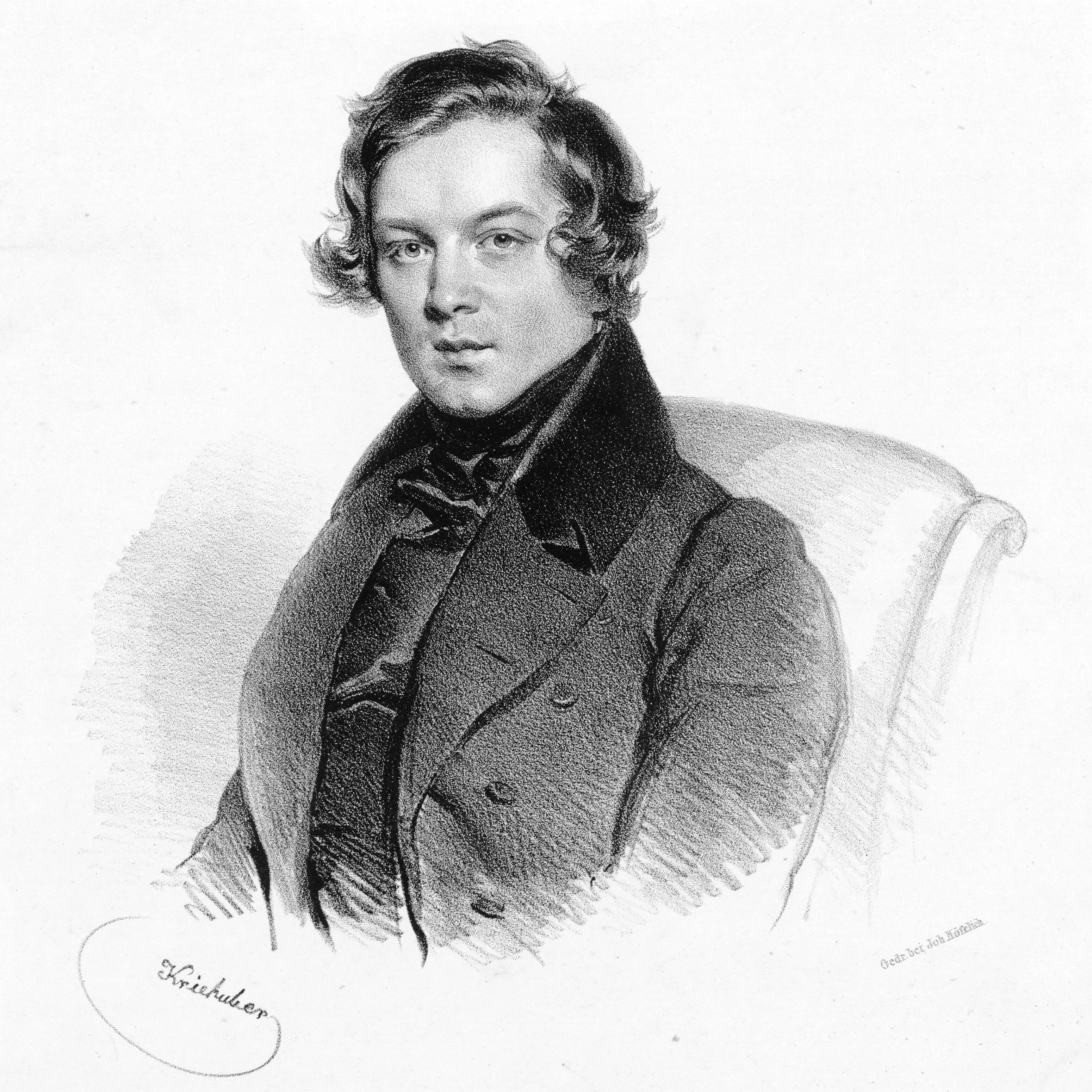
Robert Schumann, litografi av Josef Kriehuber, 1839

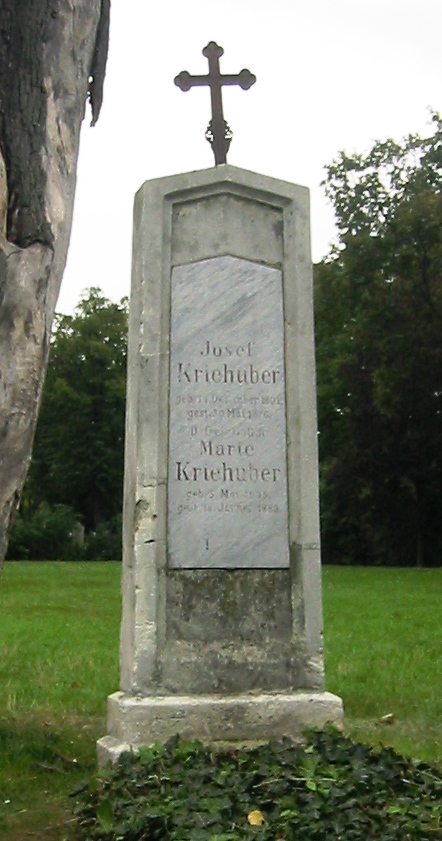
Monument på Zentralfriedhof.

Josef Kriehuber undervisades först av sin bror Johann Kriehuber och studerade sedan vid konstakademien, men flyttade sedan till Galizien där han ägnade sig åt att måla hästar. Han arbetade som litograf för flera förlag i Wien och är också berömd för sina bilder från Prater. Han undervisade också vid Theresia-akademien.
Hans porträtt av societeten i Wien från den här tiden är litografier och akvareller. Det fanns nästan inte en känd person i Wien som Kriehuber inte avbildat. Bland de porträtterade finns bland andra Frans I av Österrike, Klemens von Metternich, Josef Radetzky, Franz Grillparzer, Johann Nestroy, Ärkehertig Johan, Friedrich Hebbel, Franz Schubert, Anton Diabelli, Robert Schumann, Giacomo Meyerbeer, Carl Czerny, Franz Liszt, Sigismund Thalberg, Ole Bull, Niccolò Paganini, Fritz Reuter, Fanny Elssler, Karl Ludwig av Österrike, Sofia av Bayern, Marie Louise av Österrike, Stephan Endlicher, Carl Ritter von Ghega och Ferdinand Maximilian.
När fotograferingen började bli vanlig dalade Kriehubers stjärna. 1860 var han den förste konstnären som fick Frans Josef-orden. Hans sista år kännetecknades av brist på beställningar och överskuggades av fattigdom.
En samling av hans verk finns i konstmuseet Albertina i Wien och även ett porträttgalleri i Österrikiska nationalbiblioteket.